# E-content
Con il termine e-content, o contenuti digitali o multimediali, si intende l'insieme di informazioni su supporto elettronico utilizzate per trasferire conoscenze. Il fenomeno dell'e-content comprende la digitalizzazione dei contenuti tradizionali o la creazione di nuovi e la loro distribuzione attraverso le nuove tecnologie di accesso alle reti. Lo sviluppo del mercato dei contenuti digitali è stato favorito dallo sviluppo della tecnologia che ha permesso l'integrazione fra piattaforme diverse (quali internet, telefonia mobile, televisione), dalla crescente pervasività del settore dei media, dalla diffusione di lettori portatili in grado di riprodurre musica e video, dall'avvento della televisione digitale terrestre e dalla televisione su internet.

## Contenuti digitali
Si possono individuare le seguenti tipologie di contenuti digitali:
1. entertainment, che comprende:
  - servizi di mobile entertainment quali: loghi, sfondi, screensaver, suonerie servizi interattivi basati su SMS;
  - musica digitale: brani musicali in formato digitale erogati sia attraverso internet che tramite telefono cellulare;questi vengono generalmente inseriti negli i-Pod, nuovi lettori digitali portatili che, con uno spazio disponibile molto elevato, possono contenere migliaia di canzoni, centinaia di ore di video o migliaia di foto.
  - infotainment, rappresentato dall'insieme di contenuti digitali legati all'entertainment e, più in generale, alla sfera ludica, nonché all'informazione legata al tempo libero, erogati attraverso internet e, anche se in misura inferiore, attraverso la TV digitale terrestre e l'IPTV.
2. Video, segmento che comprende i contenuti erogati su piattaforme quali:
  - televisione digitale terrestre;
  - televisione digitale satellitare;
  - internet (offerta di Pay-TV e di video-on-demand); telefono cellulare.
3. News, segmento che comprende esclusivamente le news generaliste e quelle finanziarie, è composto dai quotidiani on-line e dai portali che aggregano vari tipi di informazioni.
4. Beni e giacimenti culturali, segmento che comprende gli investimenti legati ai musei e alle biblioteche on-line.
5. Turismo, categoria che comprende esclusivamente i siti che forniscono informazioni turistiche - mappe delle località turistiche, strutture ricettive, luoghi da visitare - escludendo ai fini della valorizzazione del mercato la componente legata alla prenotazione on-line. Quest'ultima rientra infatti nell'e-commerce in senso lato, ed esula dal mercato dei contenuti digitali.
6. Education, ovvero la componente di editoria scolastica fruibile in formato digitale (considerando in questo caso anche i CD-ROM) e includendo anche le emergenti modalità di erogare contenuti didattici tramite piattaforme internet (e-learning), basate sui learning objects.

### Lo sviluppo dei contenuti digitali
Negli ultimi anni il mercato dei contenuti digitali è stato caratterizzato da un forte fermento e ha subito una profonda trasformazione sia a livello di utenti che di dispositivi di fruizione utilizzati. In particolare i consumatori sono progressivamente passati da un ruolo passivo a un ruolo proattivo. Gli utenti diventano al tempo stesso produttori e consumatori di contenuti digitali (prosumer: neologismo da producer+user). Ne sono un esempio i blog, la creazione di contenuti condivisi (per esempio Wikipedia e Social Bookmarking).
La crescente pervasività di internet a tutti i livelli della vita quotidiana, la diffusione e il successo dei social networks e degli strumenti che permettono il coinvolgimento e la partecipazione dell'individuo hanno avuto un forte impatto sullo stile di vita (maggior tempo dedicato a Internet) e sullo sviluppo dei mercati, questo anche grazie all'incremento della diffusione di smartphone e altri dispositivi portatili.

### Osservatorio permanente sui contenuti digitali
Nel 2007, le principali aziende che si occupano della produzione e della gestione di prodotti caratterizzati dalla presenza di contenuti digitali (AIDRO, AIE, UNIVIDEO, FMI) in collaborazione con CINECITTA' LUCE, hanno costituito un Osservatorio permanente sui contenuti digitali. A questi si sono aggiunti, nel 2008, anche Pmi e Anica scopo dell'Osservatorio è di avere un quadro sempre aggiornato sui contenuti digitali disponibili nel mercato italiano e inoltre monitorarne la fruizione e rilevare le evoluzioni. 
Annualmente l'osservatorio produce un'indagine relativa ai comportamenti sociali e culturali dei consumatori digitali, attraverso la quale si possono evidenziare i molteplici aspetti che modificano il consumo dei contenuti (http://www.osservatoriocontenutidigitali.it/home.aspx).

### L'associazione ETNO e i contenuti digitali
L'associazione ETNO (European telecommunication network operator's association) raggruppa le maggiori società di telecomunicazione di molti paesi europei. Ha come fine, tra gli altri, anche quello di facilitare il perfezionamento di una rete broadband di prossima generazione (NGN) su cui far viaggiare gli eContent per tutto il territorio europeo. Sul sito web della ETNO è possibile consultare i documenti relativi alle decisioni adottate dalle autorità pubbliche in merito a determinati argomenti o particolari tematiche di ordine tecnologico, regolatorio e di mercato. L'ETNO ha affidato nel 2010 a Telecom Italia la presidenza del gruppo di lavoro "Content" con il compito di elaborare una posizione comune in materia di regolamentazione dei contenuti nell'ambito della normativa comunitaria.

## Il programmaeContent
E-Content è anche il nome di un programma dall'Unione Europea (GU L 14 del 18.1.2001, pag.32), che ha lo scopo di incentivare lo sviluppo e l'utilizzo dei contenuti digitali europei nelle reti globali promuovendo la diversità linguistica nella società dell'informazione. Questo attraverso 3 linee d'azione:
1 Migliorare l'accesso alle informazioni del settore pubblico e svilupparne l'utilizzazione
I progetti hanno lo scopo di garantire un ampio accesso alle informazioni in una molteplicità di lingue sulle reti globali favorendo così la cooperazione tra pubblico e privato e fungendo da catalizzatori per ulteriori sviluppi in questo settore. Questo potrebbe costituire una base importante per migliorare le condizioni d'uso in Europa di contenuti culturali e sociali.
2 Incrementare la produzione dei contenuti in un contesto multilinguistico e multiculturale
Questa parte del progetto mira a sviluppare un mercato di massa europeo dei prodotti e dei servizi in linea per una maggiore diffusione dei contenuti europei in altri paesi, favorendo così l'accesso alle informazioni e alla loro divulgazione in una dimensione multilingue e trans_culturale.
3 Aumentare il dinamismo del mercato dei contenuti digitali
Lo scopo è quello di incentivare nuove iniziative e nuovi investimenti per migliorare il contesto globale in cui gli operatori del mercato dei contenuti digitali operano.
Il programma europeo si è svolto negli anni 2001-2004 e ha agevolato lo sviluppo e l'utilizzazione di contenuti digitali europei su Internet, nonché la diversità linguistica dei siti Internet europei nella società dell'informazione. 

### eContentplus
La Comunità Europea ha costituito poi nel 2005 (per il periodo 2005/2008) un programma, denominato eContentplus, continuazione e ampliamento di quello precedente.
Obiettivi
Lo scopo del programma è quello di far aumentare l'investimento nello sviluppo e di incrementare l'offerta di servizi di qualità, per favorire la diffusione della conoscenza e delle informazioni in settori di interesse pubblico. I tre obiettivi che si propone il programma sono:
- facilitare l'accesso ai contenuti digitali e al loro uso e sfruttamento;
- favorire il miglioramento della qualità e dare impulso alle migliori pratiche relative ai contenuti digitali, sia tra fornitori e fruitori, che sul piano transettoriale:
- aumentare la sensibilizzazione e la collaborazione tra i soggetti attivi nel settore dell'e-content.

Modalità d'azione
Il programma viene attuato attraverso le seguenti tipologie d'azione:
- Progetti mirati: destinati ad accrescere l'accesso e l'utilizzo del materiale digitale, mediante l'analisi delle problematiche che ne ostacolano l'accesso e l'impiego.
- Progetti per l'arricchimento dei contenuti: devono dimostrare i benefici arrecati dall'incremento dei contenuti digitali.
- Reti tematiche: realizzazione di reti formate da soggetti interessati all'attuazione di un dato obiettivo tecnologico, che favorisca attività di coordinamento e di trasferimento di conoscenze.
- Misure di accompagnamento: partecipano all'attuazione del programma o alla preparazione di attività future e consistono in: scambio di informazioni, conferenze, seminari, azioni di divulgazione, studi a sostegno del programma.

#### Math-Bridge
Un esempio di iniziativa pan-europea sorta nel quadro di eContentPlus è costituita da Math-Bridge, progetto di un sistema multilingue di e-learning sulla matematica, avente lo scopo di far fronte al notevole tasso di abbandono a cui si assiste, da parte di studenti impegnati in campi dell'istruzione superiore in cui si fa largo uso di strumenti offerti dalla matematica, come la fisica, la astronomia, l'ingegneria, e di alcuni ambiti di studio della chimica e dell'informatica, un fenomeno che influenza negativamente la dinamicità e la competitività del sistema economico europeo.

## Normativa dell'Unione europea
L’articolo  17 della direttiva 2019/790 introduce, nei confronti dei fornitori di servizi di condivisione di contenuti online, un nuovo regime di responsabilità, le cui diverse disposizioni costituiscono un insieme e mirano a stabilire l’equilibrio tra i diritti e gli interessi di tali fornitori, quelli degli utenti dei loro servizi e quelli dei titolari dei diritti. 
La direttiva definisce il fornitore di servizi di condivisione di contenuti online come un fornitore di servizi della società dell’informazione, il cui scopo principale, o uno dei principali, è quello di memorizzare e dare accesso al pubblico a grandi quantità di opere protette dal diritto d’autore o di altri materiali protetti caricati dai suoi utenti, che organizza e promuove a scopo di lucro.
Secondo tale direttiva, i fornitori di servizi di condivisione di contenuti hanno l'obbligo, allorché gli utenti caricano contenuti illeciti sulle loro piattaforme per i quali non hanno ottenuto un’autorizzazione da parte dei titolari dei diritti, di agire immediatamente, non appena ricevuta una segnalazione sufficientemente motivata dai titolari di diritti, per disabilitare l’accesso ai contenuti protetti oggetto della segnalazione o per ritirarli dalle loro piattaforme.